# بريان جانيوري
بريان جانيوري (بالإنجليزية: Briann January)‏ مواليد 11 يناير 1987 في سبوكين، هي لاعبة كرة سلة أمريكية سابقة أصبحت مدربة. بدأت مسيرتها الاحترافية في سنة 2009. تم اختيارها من قبل فريق إنديانا فيفر خلال الدرافت. تدرب إنديانا فيفر في دوري الاتحاد الوطني لكرة السلة النسائية. حملت الرقم 20. فازت بلقب دوري المحترفات.

## روابط خارجية
- بريان جانيوري على موقع الاتحاد الوطني لكرة السلة النسائية (الإنجليزية)
- بريان جانيوري على موقع كرة السلة الأوروبية.كوم (الإنجليزية)
- بريان جانيوري على موقع كلية كرة السلة في سبورتس رفرنس.كوم (الإنجليزية)
- بريان جانيوري على موقع بروبوليرز (الإنجليزية)
- بريان جانيوري على موقع سبورتس رفرنس (الإنجليزية)
- بريان جانيوري على موقع سبورتس رفرنس (الإنجليزية)